# Taio Cruz
Taio Oluwaseyi Cruz da Silva, bedre kendt som Taio Cruz (født 23. april 1980) er en britisk komponist, sangskriver, producer og sanger. Han har tidligere skrevet sange for bl.a. Justin Timberlake. I 2008 udgav han sit første soloalbum, Departure, som fik en vis succes i England og medførte en MOBO nominering. I 2009 udgav han opfølgeren, Rockstarr, som bl.a. indeholder singlen "Break your heart", som strøg til tops som nr. 1 i både England og USA.

## Diskografi
- Departure (2008)
- Rokstarr (2009)
- TY.O (2011)